# Google Search Console
Google Search Console (trước đây là Google Webmaster Tools) là dịch vụ web miễn phí của Google dành cho quản trị web. Nó cho phép quản trị web kiểm tra trạng thái lập chỉ mục và tối ưu hóa khả năng hiển thị của trang web của họ. Kể từ ngày 20 tháng 5 năm 2015, Google đã đổi thương hiệu Google Webmaster Tools của Google thành Google Search Console.
Nó có các công cụ để cho quản trị web:
- Gửi và kiểm tra sơ đồ trang web.
- Kiểm tra và đặt tốc độ thu thập thông tin và xem số liệu thống kê về thời điểm Googlebot truy cập một trang web cụ thể.
- Viết và kiểm tra tệp robots.txt để giúp khám phá các trang bị chặn trong robots.txt vô tình.
- Liệt kê các trang nội bộ và trang bên ngoài liên kết tới trang web.
- Nhận danh sách các liên kết mà Googlebot gặp khó khăn trong việc thu thập thông tin, bao gồm lỗi Googlebot nhận được khi truy cập các URL được đề cập.
- Xem các tìm kiếm từ khoá trên Google đã dẫn đến trang web được liệt kê trong SERPs và tỷ lệ nhấp chuột qua các danh sách đó. (Trước đây có tên 'Truy vấn tìm kiếm', đổi tên thương hiệu vào ngày 20 tháng 5 năm 2015 thành 'Tìm kiếm Analytics' với khả năng bộ lọc mở rộng cho các thiết bị, loại tìm kiếm và các khoảng thời gian).[3]
- Đặt tên miền ưa thích (ví dụ như example.com trên www.example.com hoặc ngược lại), xác định cách URL trang web được hiển thị trong SERPs.
- Đánh dấu vào các phần tử Tìm kiếm của Google của dữ liệu có cấu trúc được sử dụng để làm phong phú các mục truy cập tìm kiếm (được công bố vào tháng 12 năm 2012 với tên Google Data Highlighter).[4]
- Làm giảm Liên kết trang web cho kết quả tìm kiếm nhất định.
- Nhận thông báo từ Google về các hình phạt thủ công.

- Cung cấp quyền truy cập vào API để thêm, thay đổi và xóa danh sách cũng như lỗi thu thập dữ liệu danh sách.
- Kiểm tra các vấn đề bảo mật nếu có với trang web. (Trang web bị tấn công hoặc tấn công phần mềm độc hại)
- Thêm hoặc xóa chủ sở hữu thuộc tính và cộng sự của thuộc tính web.
- Kiểm tra hiện thị của Schema
- Xem danh sách các URL xuất hiện ở Google Tin Tức hoặc Google Khám Phá

## Phê bình và tranh cãi
Danh sách các liên kết trong nước trên Công cụ Quản trị Trang web của Google thường lớn hơn nhiều so với danh sách các liên kết trong nước có thể được phát hiện bằng cách sử dụng liên kết: truy vấn tìm kiếm example.com trên Google. Google nhầm lẫn về sự khác biệt. Danh sách trên Công cụ Quản trị Trang web của Google bao gồm các liên kết nofollow không chuyển tải cơ chế tối ưu hóa công cụ tìm kiếm tới trang được liên kết. Mặt khác, danh sách liên kết được tạo ra với liên kết: truy vấn kiểu example.com được Google coi là các liên kết "quan trọng" theo cách gây tranh cãi.
Công cụ quản trị trang web của Google, cũng như chỉ mục của Google, dường như thường bỏ qua spam liên kết. Khi một lần xử phạt bằng tay đã bị xóa, Công cụ Quản trị Trang web của Google sẽ vẫn hiển thị hình phạt cho 1-3 ngày khác. Sau khi đổi thương hiệu Bảng điều khiển Tìm kiếm của Google, thông tin đã được tạo ra cho thấy Google Search Console tạo điểm dữ liệu không tương thích với Google Analytics hoặc dữ liệu xếp hạng, đặc biệt trong thị trường tìm kiếm địa phương.

## Các tính năng của báo cáo Tìm kiếm Analytics
- Dữ liệu chính xác
  - Báo cáo Tìm kiếm trong Analytics cung cấp báo cáo chính xác hơn báo cáo Truy vấn tìm kiếm.
  - Các báo cáo được cập nhật và cung cấp những thông tin mới nhất có thể.
- Số trang cá nhân
  - Báo cáo phân tích tìm kiếm cho biết tất cả các liên kết đến cùng một trang với một lần hiển thị.
  - Các báo cáo riêng biệt có sẵn để theo dõi loại thiết bị và loại tìm kiếm.
- Hình ảnh nhấp chuột tính chính xác hơn
  - Báo cáo tìm kiếm Analytics chỉ đếm số nhấp chuột dưới dạng nhấp chuột lên hình ảnh mở rộng trong kết quả tìm kiếm hình ảnh đến trang của bạn. Báo cáo Truy vấn tìm kiếm trước đó tính tất cả nhấp chuột trên một hình ảnh, được mở rộng hay không, trong cả tìm kiếm web và hình ảnh.
- Dữ liệu được hợp nhất theo tên miền đầy đủ
  - Các báo cáo tìm kiếm Analytics chỉ định tất cả các nhấp chuột, hiển thị và dữ liệu tìm kiếm khác cho một tên máy chủ duy nhất.
  - Tên miền phụ được coi là các thực thể riêng biệt của Search Console và cần phải được thêm riêng.